# 平壌南道
もしかして
- 平安南道

ではありませんか？